# Grand Prix 2009

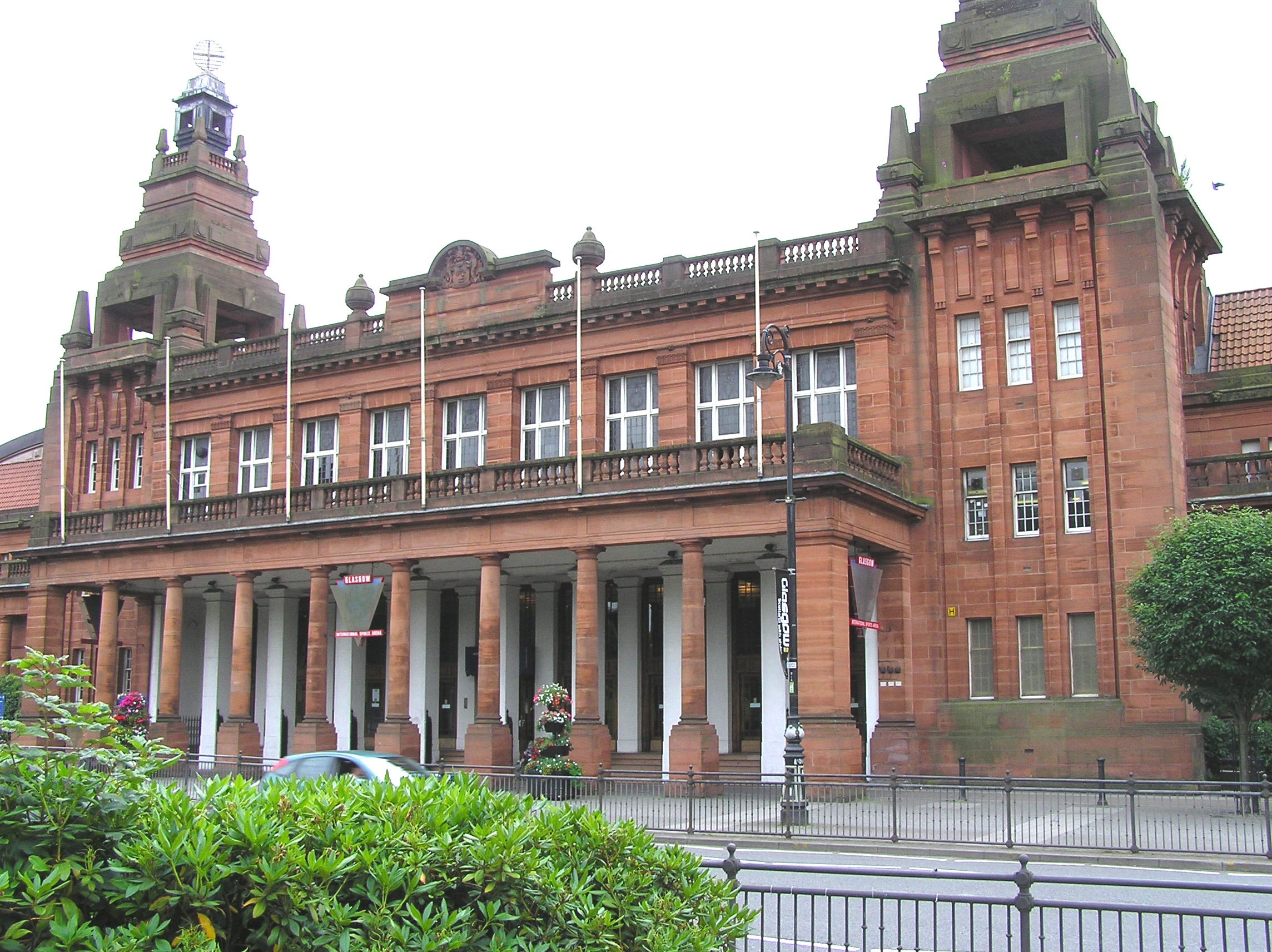
Gmach Kelvin Hall – areny turnieju

Grand Prix 2009 – drugi turniej rankingowy w sezonie snookerowym 2009/2010. Rozegrany został w dniach 3–11 października 2009 roku, a miejscem jego rozegrania była hala widowiskowa Kelvin Hall w Glasgow. Obrońcą tytułu był John Higgins, który przegrał w półfinale z późniejszym zwycięzcą Neilem Robertsonem 5:6.
W finale Neil Robertson pokonał Dinga Junhui 9:4. Dla Australijczyka był to czwarty triumf w imprezie rankingowej w karierze.
Podobnie jak w ubiegłym roku, pary w kolejnych rundach nie były określone przez drabinkę tylko poprzez losowanie.
W Polsce turniej transmitowała stacja komercyjna Eurosport.

## Nagrody
Zwycięzca: £75 000

II miejsce: £35 000

Półfinalista: £20 000

Ćwierćfinalista: £12 000

Last 16: £9 550

Last 32: £7 100

Last 48: £4 650

Last 64: £2 200
Najwyższy break kwalifikacji: £500

Najwyższy break fazy zasadniczej turnieju: £4 000
Maksymalny break w kwalifikacjach: £1 000

Maksymalny break w fazie zasadniczej turnieju: £20 000
Łączna pula nagród: £523 100

## Wydarzenia związane z turniejem
- W trzecim framie meczu I rundy z Jamie Copem, Ryan Day nieskutecznie atakował breaka maksymalnego 147 punktów. Pomylił się na przedostatniej, różowej bili i zakończył podejście przy 134 punktach.
- Po raz pierwszy od 24 lat w finale turnieju rankingowego spotkało się dwóch snookerzystów spoza Wielkiej Brytanii oraz Republiki Irlandii (poprzednio Silvino Francisco oraz Kirk Stevens w British Open w 1985 roku).
- Dzięki zwycięstwu w meczu finałowym, Neil Robertson został pierwszym zawodnikiem w historii snookera spoza Wielkiej Brytanii oraz Irlandii, mającym na koncie cztery wygrane turnieje rankingowe. Po trzy zwycięstwa zanotowali Ding Junhui oraz James Wattana.

## Zawodnicy

### Zawodnicy rozstawieni
W turnieju na 1. pozycji rozstawiony został obrońca tytułu. Następne 15 miejsc zostało obsadzonych według kolejności na liście rankingowej na sezon 2009/2010 (w nawiasie podano rundę w której zawodnik zakończył swój udział w turnieju): 
| 1. John Higgins MBE (obrońca tytułu) (SF) 2. Ronnie O’Sullivan (2R) 3. Stephen Maguire (2R) 4. Shaun Murphy (1R) 5. Allister Carter (1R) 6. Ryan Day (1R) 7. Mark Selby (1R) 8. Marco Fu (1R) | 1. Neil Robertson (W) 2. Stephen Hendry MBE (2R) 3. Mark Allen (QF) 4. Joe Perry (QF) 5. Ding Junhui (F) 6. Peter Ebdon (QF) 7. Mark Williams MBE (SF) 8. Mark King (2R) |

### Zawodnicy nierozstawieni
Poniżsi zawodnicy uzyskali awans do turnieju Grand Prix poprzez udział w kwalifikacjach (w nawiasie podany jest numer zajmowany na liście rankingowej):
| - Jamie Cope (18) - Ricky Walden (20) - Stuart Bingham (21) - Matthew Stevens (26) - Liang Wenbo (27) - Nigel Bond (29) - Gerard Greene (32) - Ian McCulloch (35) | - Jamie Burnett (40) - Ken Doherty (44) - Marcus Campbell (45) - Mark Davis (snookerzysta) (47) - Barry Pinches (52) - Robert Milkins (55) - Mark Joyce (57) - Matthew Selt (67) |

## Rozegrane mecze
Numer podany w nawiasie oznacza rozstawienie (zgodne z zasadami ogłoszonymi przez Światową Federację Snookera) w turnieju.

### Pierwsza runda
- Sobota 3 października – 13:00

1. John Higgins (1)  –  Mark Joyce 5:1
2. Marco Fu (8) –  Mark Davis 4:5

- Sobota 3 października – 19:00

1. Mark Selby (7) –  Ken Doherty 3:5
2. Joe Perry (12) –  Marcus Campbell 5:2

- Niedziela, 4 października – 12:30

1. Allister Carter (5) –  Robert Milkins 1:5
2. Ding Junhui (13) –  Matthew Stevens 5:4

- Niedziela, 4 października – 19:00

1. Ryan Day (6) –  Jamie Cope 3:5
2. Neil Robertson (9) –  Gerard Greene 5:3

- Poniedziałek, 5 października – 13:30

1. Stephen Hendry (10) –  Matthew Selt 5:2
2. Peter Ebdon (14) –  Liang Wenbo 5:2

- Poniedziałek, 5 października – 19:00

1. Shaun Murphy (4) –  Barry Pinches 4:5
2. Mark Allen (11) –  Ian McCulloch 5:3

- Wtorek, 6 października – 13:30

1. Ronnie O’Sullivan (2) –  Jamie Burnett 5:3
2. Mark J. Williams (15) –  Stuart Bingham 5:0

- Wtorek 6 października – 19:00

1. Stephen Maguire (3) –  Nigel Bond 5:3
2. Mark King (16) –  Ricky Walden 5:4

### Druga runda
Losowanie par drugiej rundy odbyło się 6 października; przed rozpoczęciem pojedynków zaplanowanych tego dnia na sesje popołudniową.
- Środa 7 października – 14:00

1. Ronnie O’Sullivan –  John Higgins 4:5
2. Jamie Cope –  Mark Allen 3:5

- Środa 7 października – 19:00

1. Neil Robertson –  Ken Doherty 5:2
2. Joe Perry –  Barry Pinches 5:2

- Czwartek 8 października – 13:00

1. Mark J. Williams –  Stephen Hendry 5:2
2. Peter Ebdon –  Mark Davis 5:3

- Czwartek 8 października – 19:00

1. Stephen Maguire –  Ding Junhui 1:5
2. Robert Milkins –  Mark King 5:1

### Ćwierćfinały
Losowanie par ćwierćfinałowych odbyło się 8 października; przed rozpoczęciem meczów II rundy w sesji wieczornej.
- Piątek 9 października – 13:30

1. John Higgins –  Mark Allen 5:1
2. Joe Perry –  Neil Robertson 1:5

- Piątek 9 października – 19:00

1. Peter Ebdon –  Ding Junhui 2:5
2. Mark J. Williams –  Robert Milkins 5:2

### Półfinały
Losowanie par półfinałowych odbyło się 9 października; przed rozpoczęciem meczów ćwierćfinałowych w sesji wieczornej.
- Sobota 10 października – 13:30

1. John Higgins –  Neil Robertson 5:6

- Sobota 10 października – 19:30

1. Mark J. Williams –  Ding Junhui 1:6

## Finał
| Finał: Do 9 frame’ów Kelvin Hall, Glasgow, Szkocja, 11 października 2009. Sędzia: Jan Verhaas                                                                                            |                    |             |
| Neil Robertson | 9 – 4              | Ding Junhui |
| Sesja południowa: 124(124)-1, 97(46)-24, 42(37)-72(28, 26), 35-84(80), 0-118(112), 108(108)-13, 66(43)-5 Sesja wieczorna: 20-95(48, 47), 77-52(32), 73(36)-5, 79-34, 66(43)-5, 89(89)-10 |                    |             |
| 124 | Najwyższy break    | 112         |
| 2 | Breaki stupunktowe | 1           |
| 3 | Breaki 50-punktowe | 2           |

## Breaki stupunktowe fazy zasadniczej turnieju
- Mark J. Williams 142
- John Higgins 135
- Peter Ebdon 135
- Ryan Day 134
- Ronnie O’Sullivan 131, 126
- Neil Robertson 130, 128, 124, 114, 108, 103, 100
- Stephen Hendry 116
- Ding Junhui 112, 107, 105, 103
- Barry Pinches 109
- Ken Doherty 105
- Marcus Campbell 103

## Statystyki turnieju

### Statystyki pierwszej rundy
|                   | Państwo           | Il. zawodników | % zawodników |
| ----------------- | ----------------- | -------------- | ------------ |
| Anglia            | Anglia            | 17             | 53,13%       |
| Szkocja           | Szkocja           | 5              | 15,63%       |
| Walia             | Walia             | 3              | 9,38%        |
|                   | Chiny             | 2              | 6,25%        |
| Irlandia Północna | Irlandia Północna | 2              | 6,25%        |
| Australia         | Australia         | 1              | 3,13%        |
| Hongkong          | Hongkong          | 1              | 3,13%        |
| Irlandia          | Irlandia          | 1              | 3,13%        |

- Liczba uczestników rundy: 32 zawodników
- Liczba rozstawionych zawodników w rundzie: 16
- Liczba nierozstawionych zawodników w rundzie: 16
- Liczba rozegranych partii (maksymalnie możliwa): 122 (144)
- Średnia liczba partii w meczu: 7,63
- Najwyższe zwycięstwo: 5:0
- Liczba meczów rozstrzygniętych w ostatniej partii: 4

### Statystyki drugiej rundy
|                   | Państwo           | Il. zawodników | % zawodników |
| ----------------- | ----------------- | -------------- | ------------ |
| Anglia            | Anglia            | 8              | 50,00%       |
| Szkocja           | Szkocja           | 3              | 18,75%       |
| Walia             | Walia             | 1              | 6,25%        |
|                   | Chiny             | 1              | 6,25%        |
| Irlandia Północna | Irlandia Północna | 1              | 6,25%        |
| Australia         | Australia         | 1              | 6,25%        |
| Irlandia          | Irlandia          | 1              | 6,25%        |

- Liczba uczestników rundy: 16 zawodników
- Liczba rozstawionych zawodników w rundzie: 11
- Liczba nierozstawionych zawodników w rundzie: 5
- Liczba rozegranych partii (maksymalnie możliwa): 58 (72)
- Średnia liczba partii w meczu: 7,25
- Najwyższe zwycięstwo: 5:1
- Liczba meczów rozstrzygniętych w ostatniej partii: 1

### Statystyki ćwierćfinałów
|                   | Państwo           | Il. zawodników | % zawodników |
| ----------------- | ----------------- | -------------- | ------------ |
| Anglia            | Anglia            | 3              | 37,50%       |
|                   | Chiny             | 1              | 12,50%       |
| Walia             | Walia             | 1              | 12,50%       |
| Szkocja           | Szkocja           | 1              | 12,50%       |
| Irlandia Północna | Irlandia Północna | 1              | 12,50%       |
| Australia         | Australia         | 1              | 12,50%       |

- Liczba uczestników rundy: 8 zawodników
- Liczba rozstawionych zawodników w rundzie: 7
- Liczba nierozstawionych zawodników w rundzie: 1
- Liczba rozegranych partii (maksymalnie możliwa): 26 (36)
- Średnia liczba partii w meczu: 6,50
- Najwyższe zwycięstwo: 5:1
- Liczba meczów rozstrzygniętych w ostatniej partii: 0

### Statystyki półfinałów
|           | Państwo   | Il. zawodników | % zawodników |
| --------- | --------- | -------------- | ------------ |
| Szkocja   | Szkocja   | 1              | 25,00%       |
|           | Chiny     | 1              | 25,00%       |
| Walia     | Walia     | 1              | 25,00%       |
| Australia | Australia | 1              | 25,00%       |

- Liczba uczestników rundy: 4 zawodników
- Liczba rozstawionych zawodników w rundzie: 4
- Liczba nierozstawionych zawodników w rundzie: 0
- Liczba rozegranych partii (maksymalnie możliwa): 18 (22)
- Średnia liczba partii w meczu: 9,00
- Najwyższe zwycięstwo: 6:1
- Liczba meczów rozstrzygniętych w ostatniej partii: 1

## Kwalifikacje
Mecze kwalifikacyjne odbyły się w dniach 21–24 września 2009 roku w Pontin’s Centre w Prestatyn w Walii. Wyłoniły one 16 zawodników, którzy w pierwszej rundzie turnieju zmierzyli się z najlepszą 16 światowego rankingu snookerowego.

## Drabinka kwalifikacji[2]
|  | Runda 1 Do 5 wygranych partii | Runda 1 Do 5 wygranych partii | Runda 1 Do 5 wygranych partii |  | Runda 2 Do 5 wygranych partii | Runda 2 Do 5 wygranych partii | Runda 2 Do 5 wygranych partii |  | Runda 3 Do 5 wygranych partii | Runda 3 Do 5 wygranych partii | Runda 3 Do 5 wygranych partii |  | Runda 4 Do 5 wygranych partii | Runda 4 Do 5 wygranych partii | Runda 4 Do 5 wygranych partii |
|  |                               |                               |                               |  |                               |                               |                               |  |                               |                               |                               |  |                               |                               |                               |
|  | Anglia                        | Chris Norbury                 | 2                             |  | Anglia                        | Mark Joyce                    | 5                             |  | Irlandia                      | Michael Judge                 | 4                             |  | Anglia                        | Barry Hawkins                 | 3                             |
|  | Anglia                        | Andrew Norman                 | 5                             |  | Anglia                        | Andrew Norman                 | 2                             |  | Anglia                        | Mark Joyce                    | 5                             |  | Anglia                        | Mark Joyce                    | 5                             |
|  |                               |                               |                               |  |                               |                               |                               |  |                               |                               |                               |  |                               |                               |                               |
|  |                               | Li Hang                       | 5                             |  | Anglia                        | David Roe                     | 4                             |  | Anglia                        | Mark Davis                    | 5                             |  | Anglia                        | Steve Davis                   | 0                             |
|  | Irlandia                      | Brendan O’Donoghue            | 4                             |  |                               | Li Hang                       | 5                             |  |                               | Li Hang                       | 3                             |  | Anglia                        | Mark Davis                    | 5                             |
|  |                               |                               |                               |  |                               |                               |                               |  |                               |                               |                               |  |                               |                               |                               |
|  | Irlandia Północna             | Patrick Wallace               | 5                             |  | Irlandia                      | Joe Delaney                   | 2                             |  | Anglia                        | Adrian Gunnell                | 5                             |  | Anglia                        | Ricky Walden                  | 5                             |
|  |                               | Mei Xiwen                     | 0                             |  | Irlandia Północna             | Patrick Wallace               | 5                             |  | Irlandia Północna             | Patrick Wallace               | 2                             |  | Anglia                        | Adrian Gunnell                | 2                             |
|  |                               |                               |                               |  |                               |                               |                               |  |                               |                               |                               |  |                               |                               |                               |
|  | Belgia                        | Bjorn Haneveer                | 5                             |  |                               | Liu Song                      | 5                             |  | Szkocja                       | Jamie Burnett                 | 5                             |  | Szkocja                       | Graeme Dott                   | 0                             |
|  | Walia                         | Ian Preece                    | 2                             |  | Belgia                        | Bjorn Haneveer                | 4                             |  |                               | Liu Song                      | 4                             |  | Szkocja                       | Jamie Burnett                 | 5                             |
|  |                               |                               |                               |  |                               |                               |                               |  |                               |                               |                               |  |                               |                               |                               |
|  |                               | Xiao Guodong                  | 1                             |  | Anglia                        | Tom Ford                      | 5                             |  | Szkocja                       | Marcus Campbell               | 5                             |  | Anglia                        | Judd Trump                    | 3                             |
|  | Anglia                        | Shailesh Jogia                | 5                             |  | Anglia                        | Shailesh Jogia                | 1                             |  | Anglia                        | Tom Ford                      | 3                             |  | Szkocja                       | Marcus Campbell               | 5                             |
|  |                               |                               |                               |  |                               |                               |                               |  |                               |                               |                               |  |                               |                               |                               |
|  | Anglia                        | Lee Page                      | 1                             |  | Anglia                        | Andy Hicks                    | 3                             |  | Anglia                        | Mike Dunn                     | 5                             |  | Walia                         | Matthew Stevens               | 5                             |
|  | Malta                         | Tony Drago                    | 5                             |  | Malta                         | Tony Drago                    | 5                             |  | Malta                         | Tony Drago                    | 2                             |  | Anglia                        | Mike Dunn                     | 1                             |
|  |                               |                               |                               |  |                               |                               |                               |  |                               |                               |                               |  |                               |                               |                               |
|  | Anglia                        | Lee Spick                     | 0                             |  | Anglia                        | Peter Lines                   | 5                             |  | Anglia                        | Martin Gould                  | 4                             |  | Anglia                        | Nigel Bond                    | 5                             |
|  | Anglia                        | David Gray                    | 5                             |  | Anglia                        | David Gray                    | 4                             |  | Anglia                        | Peter Lines                   | 5                             |  | Anglia                        | Peter Lines                   | 3                             |
|  |                               |                               |                               |  |                               |                               |                               |  |                               |                               |                               |  |                               |                               |                               |
|  | Anglia                        | Matthew Couch                 | 5                             |  | Anglia                        | Robert Milkins                | 5                             |  | Anglia                        | Andrew Higginson              | 1                             |  | Anglia                        | Stephen Lee                   | 3                             |
|  | Anglia                        | Jimmy Robertson               | 1                             |  | Anglia                        | Matthew Couch                 | 1                             |  | Anglia                        | Robert Milkins                | 5                             |  | Anglia                        | Robert Milkins                | 5                             |
|  |                               |                               |                               |  |                               |                               |                               |  |                               |                               |                               |  |                               |                               |                               |
|  | Tajlandia                     | Noppadol Sangnil              | 1                             |  | Irlandia                      | David Morris                  | 5                             |  | Anglia                        | Rory McLeod                   | 4                             |  | Anglia                        | Jamie Cope                    | 5                             |
|  | Walia                         | Michael White                 | 5                             |  | Walia                         | Michael White                 | 3                             |  | Irlandia                      | David Morris                  | 5                             |  | Irlandia                      | David Morris                  | 3                             |
|  |                               |                               |                               |  |                               |                               |                               |  |                               |                               |                               |  |                               |                               |                               |
|  | Tajlandia                     | Atthasit Mahitthi             | 4                             |  | Anglia                        | Rod Lawler                    | 5                             |  | Szkocja                       | Alan McManus                  | 4                             |  | Irlandia Północna             | Gerard Greene                 | 5                             |
|  | Tajlandia                     | Thepchaiya Un-Nooh            | 5                             |  | Tajlandia                     | Thepchaiya Un-Nooh            | 3                             |  | Anglia                        | Rod Lawler                    | 5                             |  | Anglia                        | Rod Lawler                    | 1                             |
|  |                               |                               |                               |  |                               |                               |                               |  |                               |                               |                               |  |                               |                               |                               |
|  | Walia                         | Daniel Wells                  | 5                             |  | Anglia                        | Barry Pinches                 | 5                             |  | Anglia                        | Jimmy Michie                  | 3                             |  | Anglia                        | Michael Holt                  | 4                             |
|  | Anglia                        | Sam Baird                     | 2                             |  | Walia                         | Daniel Wells                  | 2                             |  | Anglia                        | Barry Pinches                 | 5                             |  | Anglia                        | Barry Pinches                 | 5                             |
|  |                               |                               |                               |  |                               |                               |                               |  |                               |                               |                               |  |                               |                               |                               |
|  | Anglia                        | Stephen Rowlings              | 5                             |  | Anglia                        | David Gilbert                 | 5                             |  | Anglia                        | Anthony Hamilton              | 0                             |  | Anglia                        | Stuart Bingham                | 5                             |
|  | Tajlandia                     | James Wattana                 | 1                             |  | Anglia                        | Stephen Rowlings              | 4                             |  | Anglia                        | David Gilbert                 | 5                             |  | Anglia                        | David Gilbert                 | 2                             |
|  |                               |                               |                               |  |                               |                               |                               |  |                               |                               |                               |  |                               |                               |                               |
|  | Anglia                        | Craig Steadman                | 4                             |  | Walia                         | Paul Davies                   | 5                             |  | Irlandia                      | Ken Doherty                   | 5                             |  | Anglia                        | Dave Harold                   | 1                             |
|  | Szkocja                       | Mark Boyle                    | 5                             |  | Szkocja                       | Mark Boyle                    | 4                             |  | Walia                         | Paul Davies                   | 4                             |  | Irlandia                      | Ken Doherty                   | 5                             |
|  |                               |                               |                               |  |                               |                               |                               |  |                               |                               |                               |  |                               |                               |                               |
|  | Anglia                        | Simon Bedford                 | 5                             |  | Anglia                        | John Parrott                  | 5                             |  | Anglia                        | Ian McCulloch                 | 5                             |  | Irlandia Północna             | Joe Swail                     | 4                             |
|  | Irlandia                      | David Hogan                   | 4                             |  | Anglia                        | Simon Bedford                 | 4                             |  | Anglia                        | John Parrott                  | 4                             |  | Anglia                        | Ian McCulloch                 | 5                             |
|  |                               |                               |                               |  |                               |                               |                               |  |                               |                               |                               |  |                               |                               |                               |
|  | Anglia                        | Matthew Selt                  | 5                             |  | Anglia                        | Jimmy White                   | 2                             |  | Anglia                        | Stuart Pettman                | 4                             |  | Irlandia                      | Fergal O’Brien                | 3                             |
|  | Irlandia Północna             | Jordan Brown                  | 4                             |  | Anglia                        | Matthew Selt                  | 5                             |  | Anglia                        | Matthew Selt                  | 5                             |  | Anglia                        | Matthew Selt                  | 5                             |
|  |                               |                               |                               |  |                               |                               |                               |  |                               |                               |                               |  |                               |                               |                               |
|  | Anglia                        | Ben Woollaston                | 3                             |  |                               | Jin Long                      | 2                             |  | Walia                         | Dominic Dale                  | 5                             |  |                               | Liang Wenbo                   | 5                             |
|  |                               | Zhang Anda                    | 5                             |  |                               | Zhang Anda                    | 5                             |  |                               | Zhang Anda                    | 0                             |  | Walia                         | Dominic Dale                  | 3                             |

## Breaki stupunktowe kwalifikacji
- Atthasit Mahitthi 140
- Shailesh Jogia 137
- Marcus Campbell 135
- David Gilbert 129, 115, 107
- Tom Ford 125
- Liang Wenbo 123, 117
- Matthew Selt 123
- Michael Judge 116
- Adrian Gunnell 115
- Fergal O’Brien 113
- Jamie Cope 109
- Martin Gould 106
- Mark Davis 106
- Bjorn Haneveer 104
- Simon Bedford 103
- Daniel Wells 102
- Robert Milkins 101
- Jamie Burnett 100